# Roberto Verino
Pour les articles homonymes, voir Verino.
Manuel Roberto Mariño Fernández, mieux connu comme  Roberto Verino (né à Verín, Ourense, le 3 mai 1945) est un  styliste espagnol. 

## Biographie
Il a acquis ses connaissances à Paris et a présenté en 1982 une collection de  prêt-à-porter féminin. Il a, dès lors, toujours une place prépondérante dans le monde de la mode et de la création[Selon qui ?]. En temps[Quoi ?] qu'homme d'affaire, il a aussi réussi à créer un ensemble d'entreprises international-, en créant des boutiques de vêtement à Paris, à Madrid et à Lisbonne. Un parfum, l'Eau de Verino, des produits  tels que les vins Terra do Gargalo, avec dénomination d'origine Monterrey en relation avec sa promotion de l'œnotourisme,  et d'autres produits visant notamment la des produits liés avec la puériculture aussi bien des poussettes que des fauteuils roulants avec la collection Shom Roberto Verino.
Roberto Vérino est élu Galicien du mois en juin 1996 par la maison[Laquelle ?] d'édition de presse espagnol.
En 2007, Roberto Verino reçoit la médaille d'or du mérite des beaux-arts, décernée par le Ministère de l'Éducation, de la Culture et des Sports espagnol.
Sa fille Christine Mariño qui était la directrice de la firme Verino depuis août 2021, meurt le 31 juillet 2022, à l'âge de 52 ans. Une leucémie lui avait été détectée quelques mois auparavant.